# 渡辺町上釜戸
渡辺町上釜戸（わたなべまち かみかまど）は、福島県いわき市の大字である。郵便番号は972-8336。

## 地理
いわき市南東部の小名浜地区に属する。北東で常磐藤原町、南で渡辺町中釜戸、江畑町、西で山田町、遠野町滝とそれぞれ隣接する。概ね町村制施行以前の菊多郡上釜戸村の流れを汲む地域である。二級水系藤原川支流の釜戸川上流域を範囲とする。釜戸川が形成する谷に沿い平地に水田が広がり、山裾に沿って住宅が建ち並ぶ。周囲の山林には複数のゴルフ場が造成されている。小名浜岡小名内に所在するいわき東警察署及び小名浜に所在する小名浜消防署がそれぞれ管轄にあたる。

### 主な字
字
- 樋ノ口
- 鳶尾
- 片日向

- 西仲田
- 馬場
- 堤ノ内

- 上ノ代
- 橋ノ上
- 子繋

- 川籠石
- 青谷
- 瀬峰

### 河川
- 釜戸川（二級水系藤原川水系）
  - 死骨川
  - 子繋川

## 歴史
- 1879年1月27日 - 湯長谷藩領上釜戸村が福島県内における郡区町村制の施行により菊多郡の村となる[4]。
- 1889年4月1日 - 町村制の施行により上釜戸村が昼野村、泉田村、洞村、田部村、松小屋村、中釜戸村と合併し、菊多郡渡辺村が新たに発足する。旧上釜戸村域は渡辺村の大字となる[4]。
- 1896年4月1日 - 菊多郡と周辺郡との合併により石城郡が発足し、石城郡渡辺村となる[4]。
- 1954年3月31日 - 渡辺村が小名浜町、泉町、江名町と合併、磐城市が新たに発足し、磐城市の大字となる[4]。
- 1966年10月1日 - 磐城市が平市・常磐市・内郷市・勿来市、石城郡小川町・遠野町・四倉町・川前村・田人村・好間村・三和村、双葉郡久之浜町・大久村と合併しいわき市となり、いわき市小名浜地区の大字となる[4]。

## 世帯数と人口
2023年10月31日現在の世帯数と人口は以下の通りである。
| 大字         | 世帯数  | 人口  |
| ------------ | ------- | ----- |
| 渡辺町上釜戸 | 103世帯 | 261人 |

## 小・中学校の学区
市立小・中学校に通う場合、学区は以下の通りとなる。
| 番地 | 小学校               | 中学校             |
| ---- | -------------------- | ------------------ |
| 全域 | いわき市立渡辺小学校 | いわき市立泉中学校 |

## 交通

### 道路
- 常磐自動車道
- 福島県道14号いわき石川線（御斎所街道）
- 福島県道240号釜戸小名浜線

## 施設
- スパリゾートハワイアンズ（下記一部施設のみ）
  - マウナビレッジ
  - スパリゾートハワイアンズゴルフコース
- バイロンネルソンカントリークラブ
- JGMサラブレッドゴルフクラブ